# 西表炭坑

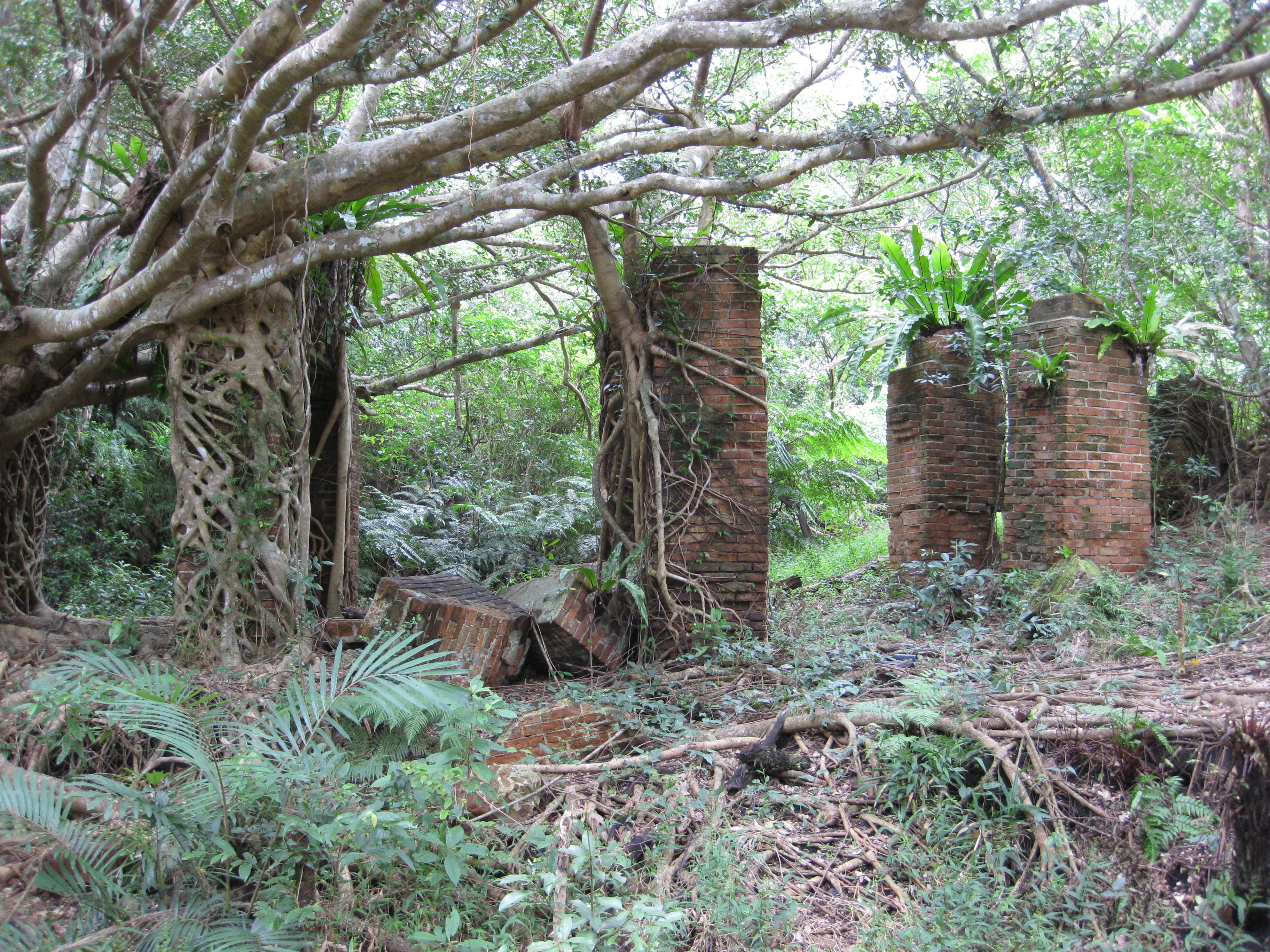
宇多良炭坑（浦内川流域）のトロッコ橋脚跡

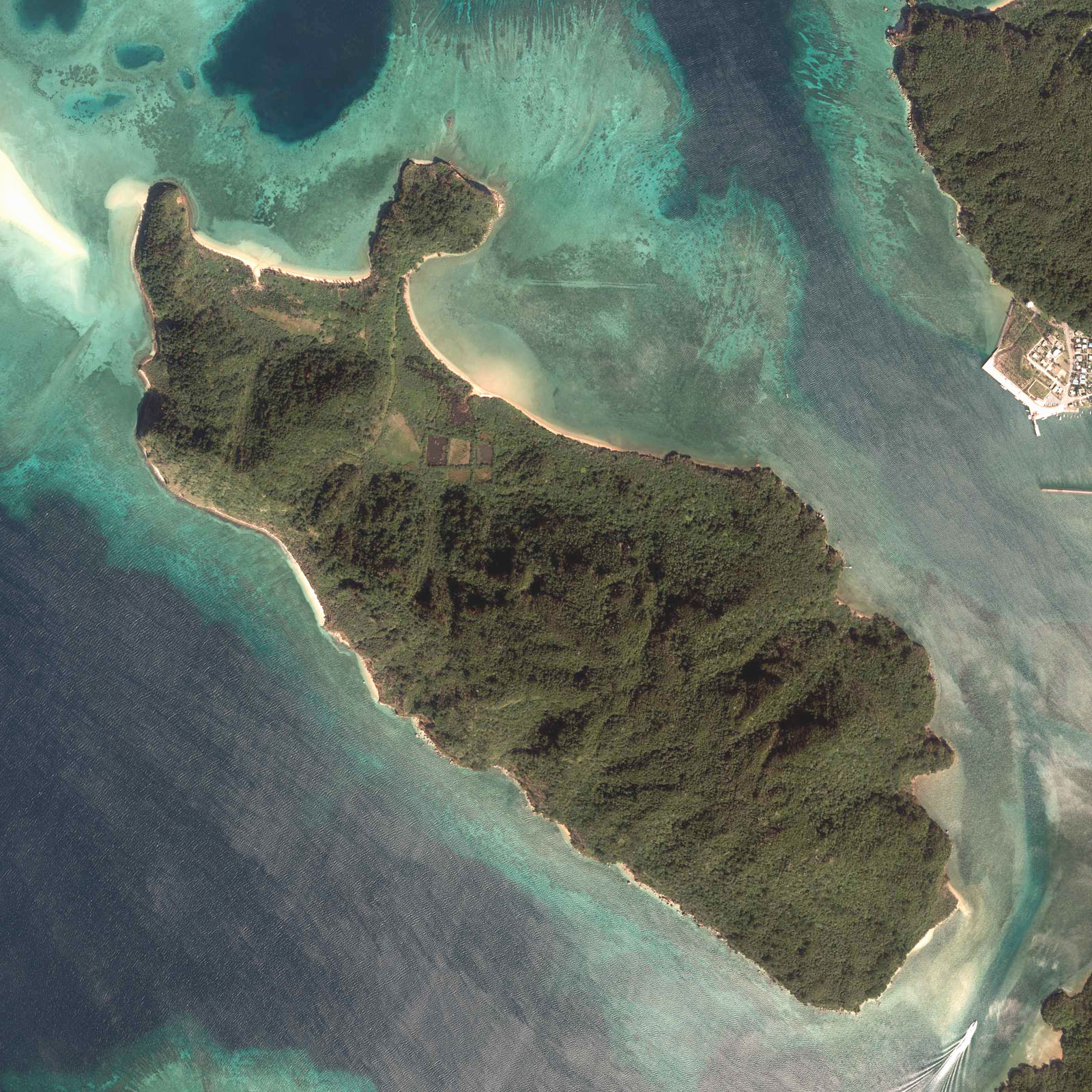
内離島（2012年）

西表炭坑（いりおもてたんこう）は、八重山列島の西表島北西部から内離島にかけて分布していた炭鉱である。
1936年（昭和11年）から1937年（昭和12年）にかけての最盛期には、各地から1,400名の労働者が集まり、年間12-13万トンの石炭を産出していたが、1960年（昭和35年）に休止となった。

## 地質
西表島およびその周辺は第三紀中新世に堆積した八重山層群と呼ばれる砂岩や頁岩の地層から成っている。この地層の間に厚さ15-90センチメートルの石炭層が3-4枚挟まれており、特に八重山夾炭層と呼ばれることもある。石炭の地層としては比較的浅い場所にあり、炭層の厚みが薄いことを特徴とする。石炭層にはシイ、カシ、クスノキ、タブノキ、シロダモ、モチノキなどの化石が含まれている。

## 開発の経緯
西表島には古くから燃える石に関する言い伝えがあり、18世紀末に書かれた八重山の文書には地域の産物として「燃石」の記述がある。
1853年（嘉永6年）、ペリー提督が沖縄を訪問した際に主任技師R.G.ジョーンズが周辺地域の地質を調査しShioya Bay付近に石炭が存在することを報告した。沖縄島北部にある塩屋湾には石炭を含む地層がないことから、これは西表島西部の石炭を指すものと考えられている。翌1854年には琉球王府が石炭のある土地に木を植えて石炭を隠すよう指示している。
1871年（明治4年）、鹿児島の商人林太助がさまざまな鉱石のサンプルを石垣島の大浜加那に渡して資源探索を依頼した。加那はまず石垣島を調査したが資源は見つからず、西表島を調査したところ南西部の崎山村付近で石炭を発見し、このことを太助に伝えた。太助はすぐに鹿児島へ報告し、1872年（明治5年）1月から4月にかけて鹿児島県役人の伊地知小十郎が現地を調査した。加那は石炭の存在を国外へ漏らしたとして琉球王府によって捕らえられ1873年（明治6年）8月に波照間島へ流罪となった。
琉球処分を経て1885年（明治18年）、政府による調査が行われ林太助もこれに同行した。翌1886年（明治19年）3月、内務大臣山縣有朋が三井物産の益田孝社長を伴って視察し、同年5月に炭坑で囚人を使役することを提案している。この時期に三井物産は西表島西部と内離島で石炭の採掘を開始した。囚人を含む100-200名の労働者が集められ採掘を進めたが、マラリアに襲われ1889年（明治22年）9月21日に撤退した。ひどいときには90%以上の労働者がマラリアに感染する有様で、数十名が死亡している。

## 発展期
1891年（明治24年）頃から大倉組や沖縄開運などいくつかの企業が着手したがすぐに撤退している。このような中で1906年（明治39年）に設立された沖縄炭礦や琉球炭礦は日露戦争から第一次世界大戦にかけての好景気に乗って成功を収めた。産出した石炭は西表島北西部の白浜港や浦内港から横浜、大阪、台湾、上海、香港などへ向けて出荷された。西表炭坑の石炭は発熱量が高かったことから燃料用として重宝された。
大正時代には新規企業の参入や買収・合併などが繰り返される一方で、現場においては個々の炭坑責任者が独自に経営する納屋制度（いわゆる請負制度）が一般的となった。1936年（昭和11年）から1937年（昭和12年）にかけての最盛期には1,400名の労働者が集まり、年間12-13万トンの石炭を産出した。
炭坑は特に内離島と西表島北西部の仲良川河口部や浦内川流域に多く分布していた。当初は内離島や仲良川河口部の炭鉱が開発されたが、浦内川流域の宇多良炭坑に移っていった。

## 炭坑労働
西表島はもともと人口が少なかったため炭坑労働者の多くは島外から集められた。募集人の口上に乗せられて日本各地や台湾、中国などから実情を知らされないまま島にやってきた人々は、まず島までの運賃や斡旋料などの借金を負わされ、いわゆるタコ部屋労働を強いられることになる。炭坑で働くことによって借金を返済することになるが、給料は納屋頭と呼ばれる個々の炭坑責任者が管理しており、実際にはほとんど支払われることがなかったといわれる。給料の代わりに炭坑切符と呼ばれる私製貨幣が支給され、会社経営の売店で食料や日用品と交換することができた。炭坑切符はある程度集めれば通貨と交換できるとされていたが、実際には交換されないばかりか責任者が交代すると紙切れ同然となった。すなわち一度炭坑にやってくると二度と帰れないというのが実情であった。
炭坑での労働は過酷なものであった。炭層が薄いため坑道が狭く地面を這うようにして作業しなければならなかった。しばしば落盤事故が発生し年間1-2名が死亡した。衛生状態が悪く寄生虫やマラリアが蔓延していた。多くの労働者は博打に興じ、治安も悪く暴力沙汰は日常茶飯事であった。島外へ逃亡するにも会社の連絡船しか交通手段が無く、運良く近隣の島まで逃げられたとしてもすぐ炭坑関係者に捕らえられ引き戻されるだけであった。

## 衰退
1941年（昭和16年）に太平洋戦争が始まると、多数の労働者が軍隊に召集され人手不足に陥った。さらには船浮臨時要塞建設への動員や炭坑所有船舶の徴用などが行われ、食糧供給もままならなくなったため1943年（昭和18年）頃までに休止状態に追い込まれた。終戦後はアメリカ軍に接収され、1949年（昭和24年）にいくつかの炭坑を再開したがうまくいかず民間へ払い下げられた。1953年（昭和28年）に琉球興発が事業を再開したものの採算が合わず1960年（昭和35年）に休止状態となった。1959年（昭和34年）に提案された西表開発構想に基づいて資源調査が行われたが、薄い炭層では採算が期待できないことなどから再開には至らなかった。